# István Csom
István Csom (Sátoraljaújhely, 2 de junio de 1940 – 28 de julio de 2021) fue un jugador de ajedrez húngaro, que tuvo los títulos de Gran Maestro y de Árbitro Internacional desde 1991. La Federación Internacional de Ajedrez (FIDE) le concedió el título de Maestro internacional en 1967 y el de Gran Maestro en 1973.

## Resultados destacados en competición
István Csom fue campeón de Hungría dos veces, en 1972 y 1973. Entre sus victorias en torneos internacionales destacan las de Olot (1973), Cleveland (1975), Olot (1975), el torneo zonal de 1975 en Pula, Berlín (1979), Copenhague (1983), Järvenpää (1985) y Delhi (1987), en este caso por delante de Anatoli Vaisser y Viswanathan Anand. Csom participó, representando a Hungría, en siete Olimpiadas de ajedrez (1968-1974, 1978-1982 y 1986-1988).
Durante su carrera, Csom derrotó a muchos Grandes Maestros de élite, como Ulf Andersson, Boris Gulko, Tony Miles, Lajos Portisch, Samuel Reshevsky, Nigel Short, el excampeón del mundo Mijaíl Tal, Rafael Vaganian o Artur Yusúpov, entre otros.